# Provinz Quispicanchi
Die Provinz Quispicanchi ist eine von dreizehn Provinzen der Region Cusco in Südzentral-Peru. Sie hat eine Fläche von 7565 km². Beim Zensus 2017 lebten in der Provinz 87.430 Menschen. Im Jahr 1993 lag die Einwohnerzahl bei 75.853, im Jahr 2007 bei 82.173. Die Provinzverwaltung befindet sich in Urcos.

## Geographische Lage
Die Provinz Quispicanchi liegt in den Anden, etwa 30 km ostsüdöstlich der Regionshauptstadt Cusco. Sie hat eine Längsausdehnung in WSW-ONO-Richtung von etwa 150 km sowie eine maximale Breite von etwa 60 km. Das Gebiet wird von den Gebirgsketten der peruanischen Ostkordillere durchzogen. Entlang der südlichen Provinzgrenze verläuft der vergletscherte Gebirgszug Cordillera Vilcanota mit dem 6384 m hohen Ausangate. Der östliche Teil der Provinz wird über den Río Araza entwässert. Der westliche Teil der Provinz bildet das Quellgebiet des Río Paucartambo (Río Yavero).
Die Provinz Quispicanchi grenzt im Nordosten an die Provinz Paucartambo, im Nordosten an die Provinz Manu (Region Madre de Dios), im Südosten an die Provinz Carabaya (Region Puno), im Südwesten an die Provinz Canchis, im Südwesten an die Provinz Acomayo sowie im Westen an die Provinzen Paruro, Cusco und Calca.

## Verwaltungsgliederung
Die Provinz Quispicanchi ist in zwölf Distrikte gegliedert. Der Distrikt Urcos ist Sitz der Provinzverwaltung.
| Distrikt       | Verwaltungssitz |
| -------------- | --------------- |
| Andahuaylillas | Andahuaylillas  |
| Camanti        | Quincemil       |
| Ccarhuayo      | Ccarhuayo       |
| Ccatca         | Ccatcca         |
| Cusipata       | Cusipata        |
| Huaro          | Huaro           |
| Lucre          | Lucre           |
| Marcapata      | Marcapata       |
| Ocongate       | Ocongate        |
| Oropesa        | Oropesa         |
| Quiquijana     | Quiquijana      |
| Urcos          | Urcos           |